# 華盛頓號戰艦 (BB-56)
華盛頓號戰艦（USS Washington BB-56）是一艘隸屬於美國海軍的戰艦，為北卡羅萊納級戰艦的二號艦。她是美軍第三艘以華盛頓州為名的軍艦。
華盛頓號在1938年按照1936年海軍撥款法開始建造，以使美國戰艦規模達至倫敦海軍條約許可上限。1940年華盛頓號下水，並在1941年服役，加入大西洋艦隊。數個月後日本海軍偷襲珍珠港，華盛頓號仍舊留在大西洋，並增援英國本土艦隊，先後掩護過PQ-15船團、PQ-16船團及PQ-17船團。PQ-17船團被德國擊潰後，華盛頓號回到美國維修，然後前往太平洋戰場，旋即參與瓜達爾卡納爾島海戰，並在夜戰中重創霧島號戰艦，迫使其自沉。稍後華盛頓號先後參與所羅門群島戰役、吉爾伯特及馬紹爾群島戰事、馬里亞納群島及帛琉戰事、雷伊泰灣海戰、硫磺島戰役及沖繩戰役。日本投降前三個月，華盛頓號返回美國維修，並參與戰後接載美軍返國的魔毯行動（Operation Magic Carpet）。1947年華盛頓號退役，並在1960年除籍，最後於1961年出售拆解。
華盛頓號在二戰共獲得13枚戰鬥之星。